# Offside (Film)
Der iranische Film Offside (persisch آفساید) von Jafar Panahi spielt am Rande des entscheidenden Fußballländerspiels der iranischen Nationalmannschaft zur Qualifikation zur Fußball-Weltmeisterschaft 2006 gegen den Bahrain in der iranischen Hauptstadt Teheran. Die Handlung rankt sich um einige Frauen und Mädchen, die das Spiel live im Stadion verfolgen wollen. Deutscher Kinostart des Films war der 22. Juni 2006. Im Iran wurde der Film verboten.

## Handlung
Im Iran ist es Frauen und Mädchen verboten, im Fußballstadion einem Fußballspiel beizuwohnen. Der Film spielt am Rande des entscheidenden Qualifikationsspiels der iranischen Fußballnationalmannschaft zur Fußball-Weltmeisterschaft 2006. Einige Frauen und Mädchen verkleiden sich als Jungen, um verbotenerweise doch ins Stadion zu gelangen. Sie werden entdeckt und verhaftet. Soldaten, die ihren Armeedienst ableisten, bewachen die Frauen am Rande des Stadions.
Zwischen den beteiligten Frauen und Männern entwickeln sich Gespräche, in denen Aspekte der iranischen Gesellschaft beleuchtet werden. Insbesondere werden Themen wie der Armeedienst und die durch traditionelle Gesetze geregelte Rolle der iranischen Frau kritisch thematisiert.

## Kritiken
„Ein sich geschickt und atmosphärisch dicht an der Nahtstelle von dokumentarischen Impressionen und inszenierten Episoden bewegender, ebenso brisanter wie engagierter „Fußballfilm“ mit der subversiven Botschaft, dass sich Lebensfreude und -lust des iranischen Volkes auf Dauer nicht von politischen und religiösen Restriktionen zügeln lassen.“

## Auszeichnungen
- Silberner Bär (Großer Preis der Jury) auf der Berlinale 2006
- nominiert bei den Satellite Awards 2007 in der Kategorie Bester ausländischer Film